# Kračevec
Kračevec – wieś w Chorwacji, w żupanii varażdińskiej, w gminie Visoko. W 2011 roku liczyła 135 mieszkańców.